# Samantha Weinstein
Pour les articles homonymes, voir Weinstein.
Samantha Weinstein est une actrice canadienne née le 20 mars 1995 à Toronto (Ontario) et morte dans la même ville le 14 mai 2023.

## Biographie
Elle est vue dans le rôle de Heather dans Carrie : la vengeance.
Elle est décédée d'un cancer de l'ovaire.

## Filmographie

### Films
- 2004 : Siblings : Danielle
- 2005 : Big Girl : Josephine
- 2006 : Ninth Street Chronicles : Sara
- 2007 : The Stone Angel : Child Hagar Currie
- 2008 : Toronto Stories : Cayle
- 2008 : The Rocker : Violet
- 2010 : Babar and the Adventures of Badou I : Chiku
- 2012 : Jesus Henry Christ : Audrey O'Hara
- 2013 : Carrie : La Vengeance : Heather
- 2013 : Haunter : Frances Nichols
- 2015 : Reign : Brooke

### Télévision

#### Téléfilms
- 2004 : The Winning Season : Reeny Soshack
- 2005 : Swarmed : Cindy Orsow
- 2008 : Céline: Her Life Story : Margaret
- 2009 : Maggie Hill : Emily Ransom

#### Séries télévisées
- 2003 : The Red Green Show, épisode The Spelling Bee : Sam the Brownie
- 2004 : 72 Hours: True Crime, épisode The Game : Lindsay
- 2004 : XPM : Emma Macdonald
- 2005 : Méthode Zoé, épisode Rêve éveillé : Zoé jeune
- 2005 : At the Hotel : Piper (4 épisodes)
- 2005–2007 : Gérald McBoing Boing : Janine
- 2008 : The Border, épisode La Boîte de Skinner : Katie Johanson
- 2008 : Super Why! : Swan Maiden (2 épisodes)
- 2009 : Les Vies rêvées d'Erica Strange, épisode Tante ou Marraine : Erica jeune
- 2010 : Less Than Kind, épisode Coming Home : Jen
- 2010–2012 : Babar : Les Aventures de Badou : Chiku (26 épisodes)
- 2012 : Copper, épisode Apaiser la colère divine : Kayleigh O'Connor
- 2014 : Darknet, épisode Darknet 3 : Heather
- 2016 : Frankie et les ZhuZhu Pets : Mindy Gelato